# Billet de 5000 francs congolais
Recto
Verso
Chronologie
Billet de 1000FC Billet de 10 000FC
Le billet de 5 000 francs congolais est une coupure de la monnaie de la République Démocratique du Congo (RDC). Introduit pour la première fois en réponse aux besoins d'une économie nécessitant des billets de plus grande valeur, ce billet est actuellement l'un des plus élevés en circulation en RDC. Son émission a été décidée par la Banque Centrale du Congo (BCC) pour faciliter les transactions quotidiennes et répondre aux défis d'une économie marquée par une inflation élevée et une dévaluation périodique de la monnaie,,.

## Historique
Depuis la fin du 20e siècle, la RDC a fait face à une inflation importante, avec des fluctuations de la monnaie qui ont influencé les valeurs de billets nécessaires pour les transactions courantes. En réponse à la demande croissante d'une monnaie de grande valeur, le billet de 5000 francs a été introduit pour simplifier les échanges dans un contexte où les billets de petite valeur ne suffisaient plus pour les transactions courantes,.

## Caractéristiques
Le billet de 5000 francs congolais comporte des éléments visuels et des dispositifs de sécurité sophistiqués pour limiter les risques de contrefaçon. Ces dispositifs incluent des :
- Filigranes : Présents pour garantir l'authenticité du billet, visibles sous une lumière intense.
- Fil de sécurité : Un fil métallique incorporé au papier du billet, visible à la lumière.
- Encre à changement de couleur : Utilisée pour renforcer la protection contre la falsification.

Le design du billet met en avant des éléments culturels et naturels de la RDC. On y retrouve des symboles qui célèbrent la richesse culturelle, ainsi que des illustrations de la faune, rappelant l'importance de la biodiversité congolaise. Le billet de 5000 francs affiche aussi des portraits de personnalités nationales ou de paysages représentatifs du pays, en fonction des séries et des périodes d'émission.

## Utilisation et valeur
Le billet de 5000 francs congolais est largement utilisé dans les transactions de moyenne envergure en RDC. Il est destiné à faciliter les achats courants et les paiements des services, notamment dans les villes où le coût de la vie est élevé et les transactions nécessitent une valeur importante.

## Signification culturelle et économique
En augmentant la valeur nominale de ses billets, la Banque Centrale du Congo vise à stabiliser la circulation monétaire et à réduire le nombre de billets échangés quotidiennement. Cela facilite aussi le transport de liquidités pour les consommateurs et les commerçants. Cependant, cette politique d’émission de billets de plus grande valeur est souvent le signe d'une inflation persistante, laquelle peut affecter le pouvoir d'achat des citoyens, en particulier des foyers à revenus modestes.